# Neue Deutsche Biographie

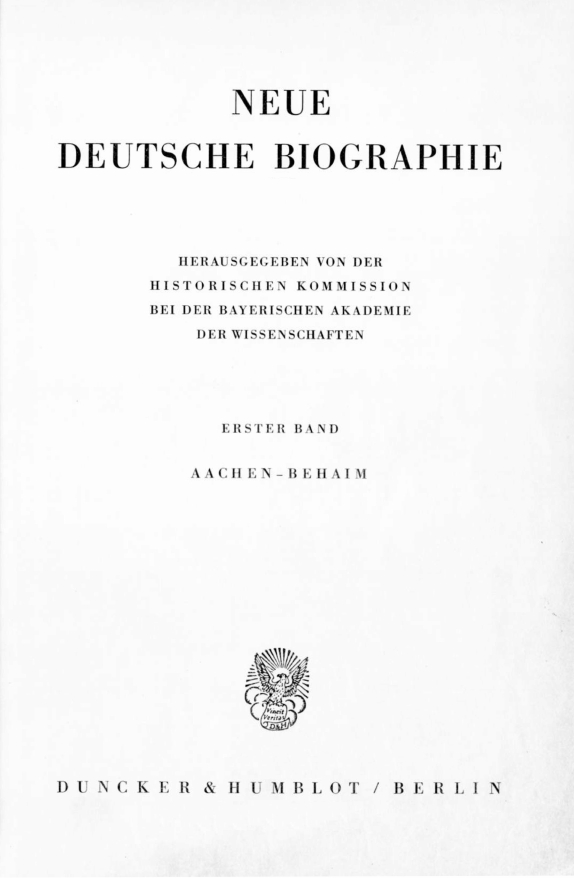
Neue Deutsche Biographie

De Neue Deutsche Biographie (NDB) is een biografisch woordenboek in het Duitse taalgebied.
Het naslagwerk is de opvolger van de Allgemeine Deutsche Biographie (ADB) en wordt sinds 1953 gepubliceerd door de Geschiedkundige Commissie van de Bayerischen Akademie der Wissenschaften en gedrukt bij Duncker & Humblot in Berlijn. Het 27ste en jongste deel werd gepubliceerd in februari 2020. De 27 eerste banden van de NDB bevatten ruim 23.000 biografieën van overleden personen of families die een relatie hadden met het Duitse taalgebied.
De NDB, die uiteindelijk 28 banden zal tellen, zal omstreeks 2023 voltooid zijn.  
De eerste 25 banden zijn gedigitaliseerd en online gezet. Ze zijn vrij raadpleegbaar.

## Overzicht van de banden
1. Aachen – Behaim. 1953, herdrukt in 1971
2. Behaim – Bürkel. 1955, herdrukt in 1971
3. Bürklein – Ditmar. 1957, herdrukt in 1971
4. Dittel – Falck. 1959, herdrukt in 1971
5. Falck – Fyner (vooraan: Faistenberger). 1961, herdrukt in 1971
6. Gaál – Grasmann. 1964, herdrukt in 1971
7. Grassauer – Hartmann. 1966
8. Hartmann – Heske. 1969
9. Heß – Hüttig. 1972
10. Hufeland – Kaffsack. 1974
11. Kafka – Kleinfercher. 1977
12. Kleinhans – Kreling. 1980
13. Krell – Laven. 1982
14. Laverrenz – Locher-Freuler. 1985
15. Locherer – Maltza(h)n. 1987 ISBN 3-428-00196-6
16. Maly – Melanchthon. 1990 ISBN 3-428-00197-4
17. Melander – Moller. 1994 ISBN 3-428-00198-2
18. Moller – Nausea. 1997 ISBN 3-428-00199-0
19. Nauwach – Pagel. 1999 ISBN 3-428-00200-8
20. Pagenstecher – Püterich. 2001 ISBN 3-428-00201-6
21. Pütter – Rohlfs. Met ADB & NDB-register op cd-rom. 2003 ISBN 3-428-11202-4
22. Rohmer – Schinkel. Met de tweede editie van het ADB & NDB-register op cd-rom, 2005 ISBN 3-428-11203-2
23. Schinzel – Schwarz. Met de derde editie van het ADB & NDB-register op cd-rom, 2007 ISBN 3-428-11204-0
24. Schwarz – Stader. Met de vierde editie van het ADB & NDB-register op cd-rom, 2010 ISBN 3-428-11205-9
25. Stadion – Tecklenborg. 2013 ISBN 3-428-11206-7
26. Tecklenburg - Vocke. 2016 ISBN 3-428-11207-5
27. Vockerodt – Wettiner. 2020 ISBN 978-3-428-11208-1